# 17.º Ejército Japonés de Área
El 17.º Ejército Japonés de Área (第 17方面軍, Dai-jūnana hōmen gun) fue un ejército de campo del Ejército Imperial Japonés durante las etapas finales de la Segunda Guerra Mundial.

## Historia
El 17.º Ejército Japonés de Área se formó el 22 de enero de 1945 bajo el mando del Cuartel General Imperial como sucesor del Ejército japonés en Corea como parte del último esfuerzo desesperado de defensa del Imperio del Japón para disuadir posibles desembarcos de las fuerzas aliadas en la península de Corea durante la Operación Downfall (u Operación Ketsugō (決号作戦, Ketsugō sakusen) en terminología japonesa). Tenía su sede en Keijō. Sin embargo, la estructura administrativa del antiguo Ejército en Corea permaneció en su lugar y, por lo tanto, el liderazgo del 17.º Ejército Japonés de Área ocupó simultáneamente los puestos equivalentes dentro del Ejército en Corea, también llamado Ejército del Distrito de Corea.
Al igual que con los ejércitos de campo formados en el archipiélago japonés, consistía principalmente en reservistas mal entrenados, estudiantes y milicias de la guardia nacional, ya que la mayoría de las tropas veteranas y entrenadas del Ejército en Corea ya habían sido transferidas a otros frentes en la Guerra del Pacífico. Además, los japoneses habían organizado los Cuerpos Voluntarios de Combate, que incluía a todos los hombres sanos de entre 15 y 60 años y mujeres de 17 a 40 años, para realizar tareas auxiliares en combate. En general, faltaban armas, entrenamiento y uniformes: algunos hombres iban armados con nada mejor que mosquetes de avancarga, arcos largos o lanzas de bambú; sin embargo, se esperaba que se conformaran con lo que tenían.
El 10 de agosto de 1945, el 17.º Ejército Japonés de Área fue transferido al Ejército de Kwantung y se le ordenó que marchara al norte para que hiciera frente a las fuerzas del Ejército Rojo que avanzaban hacia el sur en Manchukuo. Sin embargo, la guerra llegó a su fin antes de que el 17.º Ejército pudiera cruzar el río Yalu.
El 17.º Ejército fue así desmovilizado sin haber entrado en combate, y las unidades permanecieron armadas y en sus guarniciones hasta que las fuerzas del Ejército Rojo y del Ejército de los Estados Unidos llegaron a Corea.

## Comandantes

### Comandante en Jefe
|   | Nombre                         | Desde                | Hasta                |
| - | ------------------------------ | -------------------- | -------------------- |
| 1 | General Seishirō Itagaki       | 1 de febrero de 1945 | 20 de abril de 1945  |
| 2 | Teniente General Yoshio Kozuki | 20 de abril de 1945  | 15 de agosto de 1945 |

### Jefe de Estado Mayor
|   | Nombre                          | Desde                | Hasta                |
| - | ------------------------------- | -------------------- | -------------------- |
| 1 | Teniente General Juntaro Iihara | 1 de febrero de 1945 | 15 de agosto de 1945 |